# جنگ‌های رمزنگاری

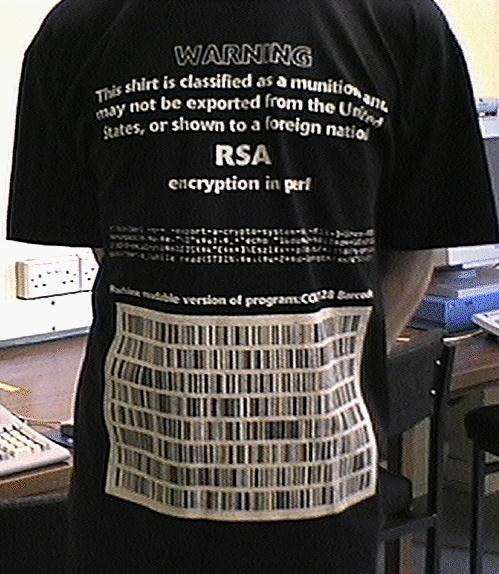
محدودیت صادرات: کد منبع رمزنگاری RSA که روی یک تی شرت چاپ شده‌است، این تی شرت را به عنوان یک مهمات با محدودیت صادرات، به عنوان آزادی بیان در اعتراض به محدودیت‌های صادرات رمزنگاری ایالات متحده، ساخته‌است. (پشت پیراهن بندهای مربوط به لایحه حقوق ایالات متحده تحت مهر "VOID" را نشان می‌دهد) تغییر در قانون صادرات به این معنی است که صادرات این تی شرت از ایالات متحده یا نشان دادن آن به خارجی‌ها دیگر غیرقانونی نیست.

جنگهای رمزنگاری نامی غیررسمی برای تلاشهای ایالات متحده و دولتهای متفقین برای محدود کردن دسترسی عموم و کشورهای خارجی به رمزنگاری است که برای مقاومت در برابر رمزگشایی توسط آژانس‌های اطلاعاتی ملی (به ویژه آژانس امنیت ملی ایالات متحده) است.

## صادرات رمزنگاری از ایالات متحده

### دوران جنگ سرد
در اوایل جنگ سرد، ایالات متحده و متحدانش یک سری مفصل از مقررات کنترل صادرات را تهیه کردند که برای جلوگیری از سقوط طیف وسیعی از فن آوری غربی به دست دیگران، به ویژه بلوک شرق، طراحی شده بود. تمام صادرات فن آوری طبقه‌بندی شده به عنوان «حیاتی» نیاز به مجوز داشت.
طی این دوران به‌طور کل از دو نوع فناوری محافظت می‌شد: فناوری فقط با سلاح‌های جنگی ("مهمات") و فن آوری استفاده دوگانه که کاربردهای تجاری نیز داشتند. در ایالات متحده، صادرات فناوری استفاده دوگانه توسط وزارت بازرگانی کنترل می‌شد، در حالی که مهمات توسط وزارت امور خارجه کنترل می‌شد. از آنجا که در دورهٔ پایان جنگ جهانی دوم، بازار رمزنگاری تقریباً کاملاً نظامی بود، فناوری رمزگذاری (تکنیک‌ها و همچنین تجهیزات و پس از اهمیت رایانه‌ها، نرم‌افزار رمزنگاری) به عنوان کالای XIII در لیست مهمات ایالات متحده قرار گرفت . کنترل چند ملیتی صادرات رمزنگاری در غرب شکاف جنگ سرد از طریق مکانیسم‌های کاکام انجام شد.